# Hallvard Devold
Hallvard Ophuus Devold (ur. 8 listopada 1898, zm. 10 września 1957) – norweski traper, meteorolog, podróżnik. W 1931 roku dokonał okupacji Wschodniej Grenlandii, na terenie której utworzono Ziemię Eryka Rudego.

## Życiorys

### Edukacja
W 1920 roku ukończył studia na Uniwersytecie w Oslo. W latach 1920–1922 pracował jako asystent meteorologiczny w Obserwatorium Haldde w Alta. Jego zwierzchnik, Kohler, miał zwyczaj dawać młodemu Devoldowi literaturę naukową, którą chętnie czytywał. Latem 1922 roku po raz pierwszy udał się w tereny arktyczne jako pracownik techniczny przy wydobyciu węgla na Svalbardzie.

### Quade Hoek i Jan Mayen
Następnej zimy wziął udział w kursach telegrafii radiowej, a wiosną 1923 roku Dyrektor Instytutu Geofizycznego zatrudnił go jako asystenta meteorologii i telegrafistę radiowego w Quade Hoek, ok. 1 milę na zachód od Kings Bay, wraz z bratem Finnem Devoldem i Sverre Strømem. Hallvard Devold pozostał na Quade Hoek do października 1924 roku, kiedy to stacja została zamknięta z powodów finansowych. 
W latach 1925–26 Devold był kierownikiem norweskiej stacji meteorologicznej i radiowej na Jan Mayen. Wyspa była w tym czasie uznawana za ziemię niczyją, ale zaanektowali ją w imieniu Norweskiego Instytutu Meteorologicznego i umieścili kilka znaków na jej temat wokół wyspy. Znaki miały tekst: „Własność Norweskiego Instytutu Meteorologicznego”. Położyło to podwaliny pod zapewnienie Norwegii prawa do wyspy Jana Mayena w 1928 roku. Wyspa została objęta suwerennością Norwegii dekretem królewskim z 8 maja 1929 roku i stała się częścią królestwa 27 lutego 1930 roku. 

### Wschodnia Grenlandia

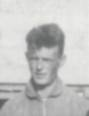
Devold podczas okupacji Ziemi Eryka Rudego (1931)

Pomagał opracować plan interwencji na Wschodnią Grenlandię, który stworzyli geolog Adolf Hoel i prawnik Gustav Smedal. Stanął na czele wyprawy, która 27 czerwca 1931 roku podniosła flagę Norwegii w Myggbukcie i zaanektowała część wschodniej Grenlandii pod nazwą Ziemia Eryka Rudego. Po wyciągu flagi Devold wysłał następujący telegram, aby ogłosić okupację:
„W obecności Eiliva Herdala, Tora Halle'a, Ingvalda Strøma i Sørena Richtera flaga Norwegii jest dziś podnoszona w zatoce Mygg, a kraina między Karlsbergfjordem na południu i Besselfjordem na północy zajęta została w imię Jego Królewskiej Mości Króla Haakona. Nazwaliśmy ten kraj Ziemią Eryka Rudego”.
Telegram został wysłany do Aftenposten, Dagbladet oraz Tidens Tegn tego samego dnia. Dwa dni później rząd został powiadomiony. Plan Hoela i Smedala powiódł się, a rząd został zmuszony do wspierania prywatnej okupacji. Dania zaprotestowała i wniosła sprawę do Międzynarodowego Trybunału Sprawiedliwości w Hadze, gdzie Norwegia przegrała sprawę we wszystkich punktach wiosną 1933 roku. Gubernatorem podbitego terenu został Helge Ingstad, a Devolt do czasu przybycia Ingstada sprawował opiekę nad zajętymi ziemiami.

### Antarktyda
Hallvard Devold brał udział ze słynnym narciarzem Olavem Kjelbotnem podczas nieudanej wyprawy kapitana Hjalmara Riisera-Larsena na Antarktydę w 1933 roku. Zaraz po rozładowaniu bagażu ekspedycji na krze lodowej, lód załamał się  – na dryfującej krze znaleźli się uczestnicy wyprawy z czterema psami. Po nadaniu sygnału SOS zostali uratowani po kilku dniach. 

### II wojna światowa
Devold zgłosił się do służby wojskowej wiosną 1940 roku i uczestniczył jako żołnierz aliancki w Legii Cudzoziemskiej podczas bitwy o Narwik. Od 1951 do 1957 roku był odpowiedzialny za wędzarnię śledziową w Gofarnes na północ od Kopervik. Jest autorem książki Polarliv (Życie polarne), opublikowanej w Gyldendal w 1940 roku. Został pochowany na cmentarzu przy kościele Kopervik na wyspie Karmøy w Rogaland.